# Kraftwerk Ryburg-Schwörstadt

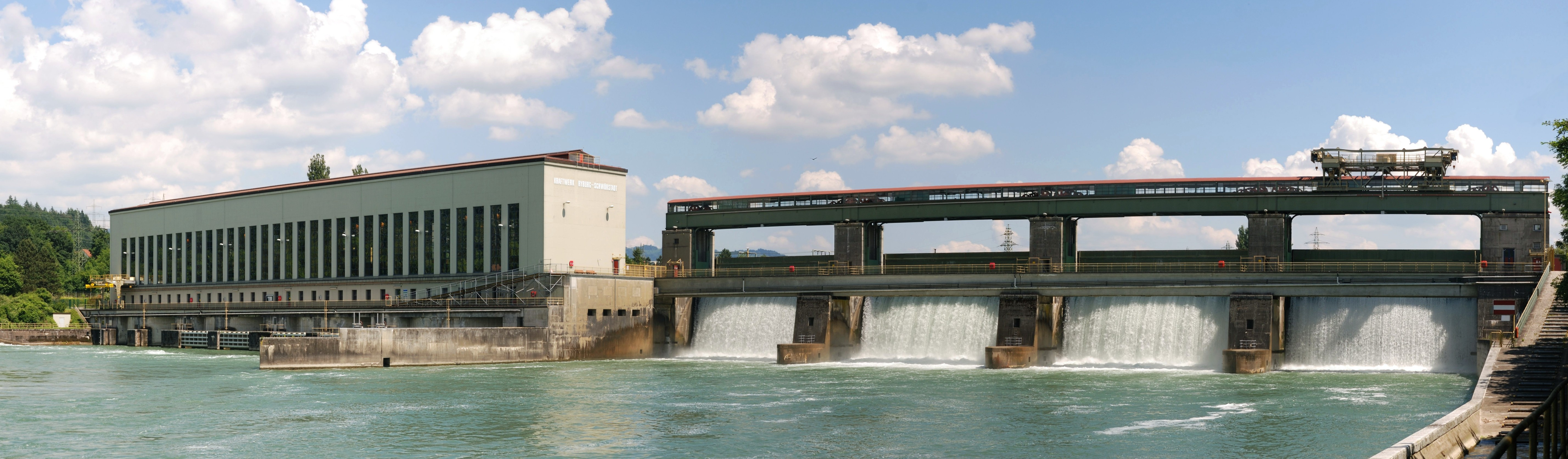
Kraftwerk Ryburg-Schwörstadt bei geöffneter Wehrschleuse

Das Kraftwerk Ryburg-Schwörstadt ist eine Schweizer Aktiengesellschaft mit Sitz in Rheinfelden im Kanton Aargau. Sie wurde am 21. Oktober 1926 gegründet. Zweck der Gesellschaft ist die Nutzbarmachung der Wasserkraft des Rheins bei Riburg und Schwörstadt zur Erzeugung elektrischer Energie. Sie betreibt hierzu das rund 21 Kilometer flussaufwärts von Basel gelegene und gleichnamige Laufwasserkraftwerk Ryburg-Schwörstadt. Das mit einer installierten Leistung von 120 MW grösste Wasserkraftwerk am Hochrhein befindet sich auf der Grenze zwischen Deutschland und der Schweiz.

## Beteiligungen
An der Kraftwerk Ryburg-Schwörstadt AG sind folgende Unternehmen beteiligt:
- EnBW (25 %)
- Kanton Aargau (23 %)
- Axpo (13,5 %)
- Alpiq (13,5 %)
- Energiedienst AG (13 %)
- Evonik Operations GmbH (12 %)

## Kraftwerk

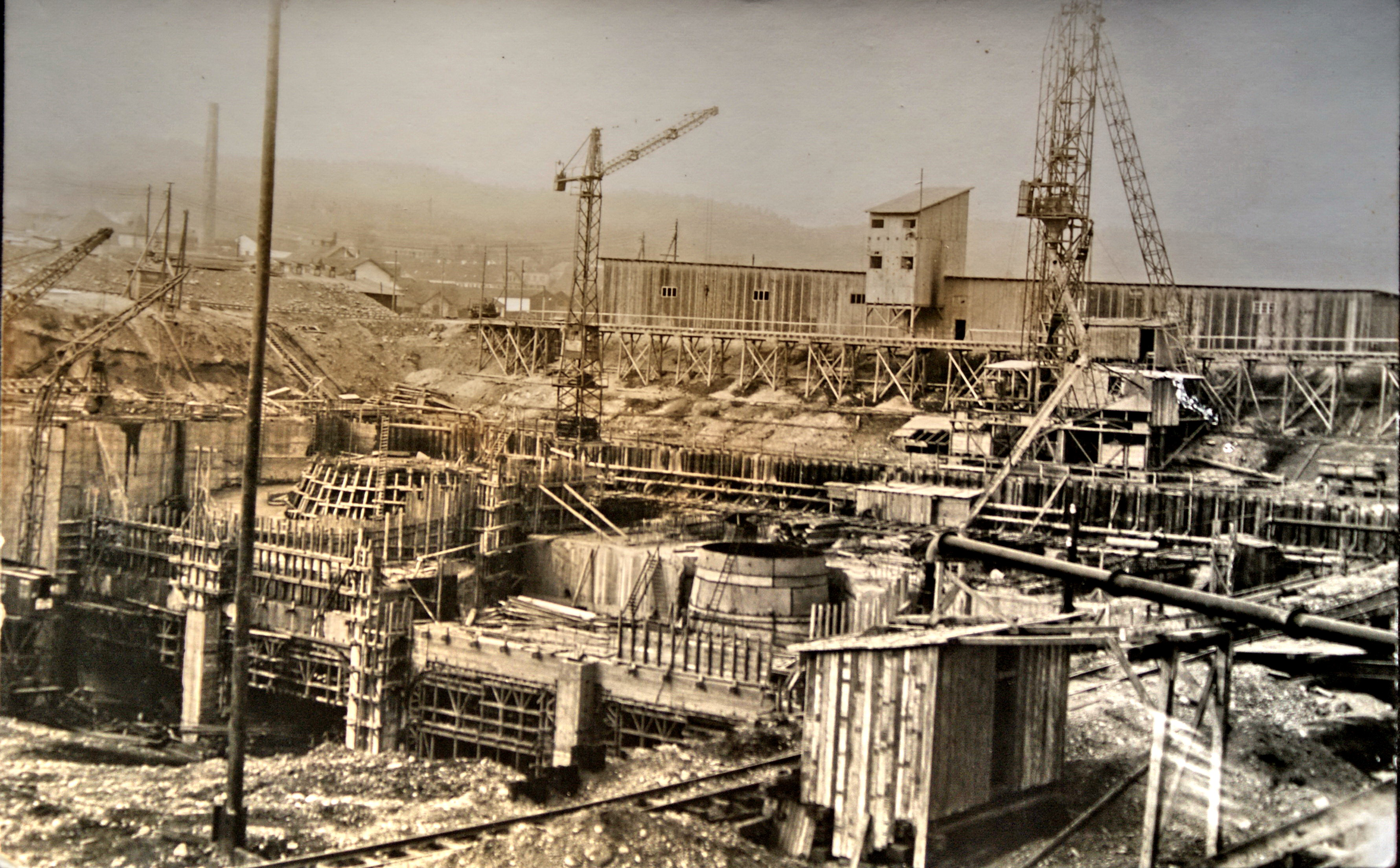
Bau des Kraftwerks Ryburg-Schwörstadt

Das Kraftwerk wurde von der Motor-Columbus AG nach den Plänen der Gebrüder Pfister entworfen und zwischen 1926 und 1931 erbaut.

### Lage
Das Kraftwerk Ryburg-Schwörstadt befindet sich rund 21 Kilometer flussaufwärts von Basel. Es liegt mitten auf der Staatsgrenze zwischen Deutschland und der Schweiz auf dem Gebiet der Stadt Rheinfelden (Schweiz) und der Gemeinde Schwörstadt (Deutschland). Die Wasseroberfläche unmittelbar oberhalb des Stauwehrs liegt im Mittel auf 280,7 m ü. M., diejenige unterhalb des Stauwehrs auf 269,3 m ü. M. Das Nettogefälle schwankt zwischen 8,1 und 12,1 Meter (andere Angabe: Nutzgefälle 7,6 bis 12,5 m). Die Aufstaulänge des Rheins beträgt rund 13,5 Kilometer. Der Unterwasserbereich des Kraftwerks Ryburg-Schwörstadt geht in den Oberwasserbereich des neuen Kraftwerks Rheinfelden über.
Im Staubereich des Kraftwerks liegen mehrere Naturschutzgebiete. Rund 550 Meter oberhalb des Stauwehrs bei der Mündung des Möhlinbachs in den Rhein befindet sich das Naturschutzgebiet Bachtele. Wenige Kilometer flussaufwärts am südlichen Rheinufer liegt das Auengebiet Haumättli. Rund sechs Kilometer oberhalb des Kraftwerks, wo die Wehra in den Rhein mündet, liegt die unter Naturschutz stehende Wehrabucht. Zwischen dem Kraftwerk Ryburg-Schwörstadt und dem Kraftwerk Bad Säckingen verkehrt das Fahrgastschiff «Trompeter von Säckingen». Im Staubereich liegt auch der Bootshafen von Möhlin und das Rheinschwimmbad von Schwörstadt.
Fussgänger und Velofahrer können über die Kraftwerksanlage die Staatsgrenze zwischen Deutschland und der Schweiz passieren. Boote bis zu einem Gewicht von 1,5 Tonnen können nach Voranmeldung das Kraftwerk auf einer Rollenbahn mittels Seilzug passieren. Für den Transport über die bis 15 % geneigte Rampe steht ein gummibereifter Einachswagen zur Verfügung.

### Technische Daten

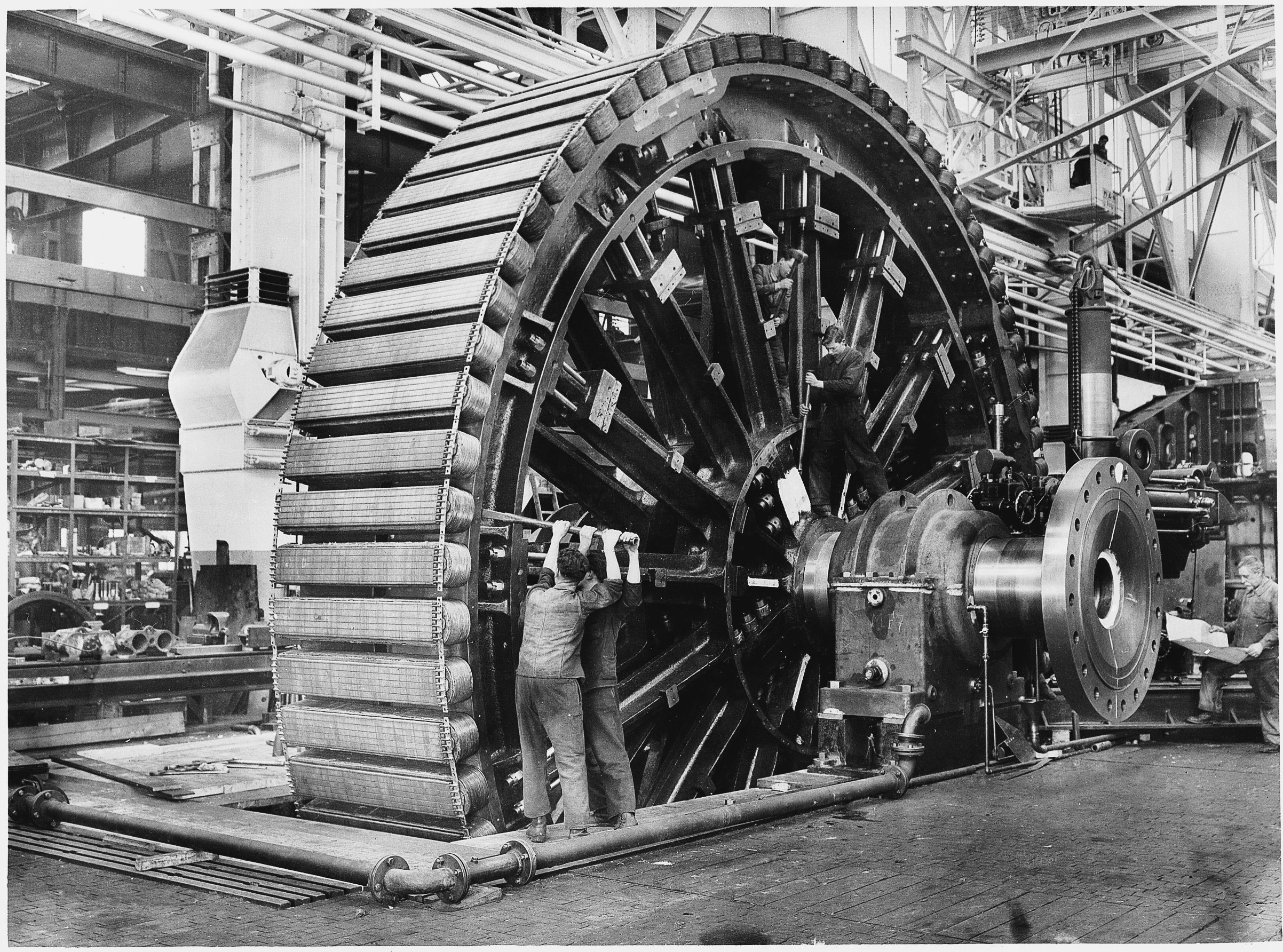
Polrad eines Generators im BBC-Werk in Baden

Das Kraftwerk Ryburg-Schwörstadt wurde zwischen 1927 und 1931 erbaut. Es war eines der ersten Wasserkraftwerke am Rhein, das alle Merkmale eines modernen Flusskraftwerkes vorweisen konnte. Das Niederdruck-Laufwerk wurde quer zum Fluss gebaut und besitzt vier leistungsfähige Kaplan-Turbinen mit einer installierten Leistung von insgesamt 120 Megawatt. Damit ist das Kraftwerk auch heute noch das leistungsstärkste Wasserkraftwerk am Hochrhein. Um das Stauziel konstant zu halten, wurde ein 111 Meter langes Wehr mit vier beweglichen Klappen (Wehröffnungen) eingebaut. Durch diese Massnahme änderte sich auf diesem Flussabschnitt der Charakter des Rheines erheblich, da das Gefälle des Gewässers sehr stark verringert wurde. Zwischen 1977 und 1984 erfolgte eine Modernisierung.
Das Wehr befindet sich auf der schweizerischen Flussseite, während die Maschinenhalle auf der badischen Seite erbaut wurde. Am schweizerischen Ufer befindet sich die Kahnrampe. Die Fischtreppe ist zwischen dem Stauwehr und dem Maschinenhaus erbaut worden. Die vier Öffnungen des Wehrs besitzen eine lichte Weite von 24 Metern und werden durch Schütze mit einer Höhe von 12 Metern verschlossen. Das Maschinenhaus besitzt vier Turbinenkammern mit einem Achsabstand von 27 Metern. Die Turbinenkammern können mit Hilfe von Notverschlüssen abgeschottet werden. Auf der Oberwasserseite erfolgt dies mit einer Notverschlusstafel, die sich hinter dem Rechen mit einer Stabweite von 15 cm befindet. Auf der Unterwasserseite sind die Notverschlüsse im Saugrohr eingebaut. Beim Bau wurden vier Kaplan-Turbinen eingebaut, die durch die vertikale Welle direkt mit dem Drehstrom-Generator mit einer Nennleistung von 32.500 kVA verbunden sind. Diese liefern eine Drehspannung von 10.500 Volt und 50 Hertz und drehen sich dabei 75 mal pro Minute. Die Maschinenspannung wird in einer Freiluftanlage mit Hilfe von Transformatoren hochgespannt (bei Inbetriebnahme waren als Ausgangsspannung 45, 110 und 145 Kilovolt möglich).
Das Kraftwerk hat eine mittlere Jahresproduktion von 760 Gigawattstunden (GWh). Die Stromproduktion wird zwischen Deutschland und der Schweiz aufgeteilt.
Im Februar 2010 lief die Konzession des Kraftwerkes nach 80 Jahren ab. Im Februar 2007 wurde das Gesuch um Verlängerung der Konzession um 60 Jahre bei den Behörden beidseits des Rheins eingereicht. Das Eidgenössische Departement für Umwelt, Verkehr, Energie und Kommunikation (UVEK) hat der Kraftwerk Ryburg-Schwörstadt AG eine Duldung für den Weiterbetrieb bis Ende 2010 ausgestellt, um in dieser Zeit noch offene Fragen zu klären. Ein Weiterbetrieb ist nur mit zusätzlichen Umweltauflagen möglich, zu denen ein verbesserter Fischweg in Form eines naturnahen Baches, ein neues Flachufer beim Campingplatz Mumpf und die Wiederöffnung eines Seitenarms der Aue Wallbach gehören wird. Als weitere Bedingung für eine Neukonzessionierung verlangte der Kanton Aargau von den bisherigen Betreibern zudem eine Heimfallverzichtsentschädigung. Diese erfolgte in Form einer Beteiligung des Kantons Aargau an der Betreibergesellschaft ab 1. März 2010 in Höhe von 23 %, entsprechend einem Wiederverkaufswert von mindestens 250 Millionen Franken (Stand 2010). Der Kanton erhält damit jährlich rund 166 Gigawattstunden der vom Kraftwerk produzierten Energie zu Produktionskosten. Den Zuschlag für den Weiterverkauf dieses Stroms, der jährliche Einnahmen von rund sechs Millionen Franken bringt (Stand 2010), hat für zunächst zwei Jahre die Energiedienst Holding AG in Laufenburg erhalten.